# قرار مجلس الأمن التابع للأمم المتحدة رقم 815
قرار مجلس الأمن التابع للأمم المتحدة رقم 815، الذي تم تبنيه بالإجماع في 30 مارس 1993، بعد إعادة التأكيد على القرار 743 (1992) وجميع القرارات اللاحقة ذات الصلة المتعلقة بقوة الأمم المتحدة للحماية بما في ذلك 802 (1993) و 807 (1993)، قرر المجلس، بموجب الفصل السابع من ميثاق الأمم المتحدة، تمديد ولاية قوة الحماية لفترة مؤقتة إضافية تنتهي في 30 حزيران / يونيو 1993.
وأشار المجلس أيضاً إلى أنه سيعيد النظر في ولاية قوة الأمم المتحدة للحماية بعد شهر من اعتماد القرار الحالي في ضوء أي تطورات جديدة. كما أكد من جديد دعمه للرؤساء المشاركين للجنة التوجيهية للمؤتمر الدولي المعني بيوغوسلافيا السابقة في جهودهم للمساعدة في تحديد الوضع المستقبلي لتلك الأراضي التي تتألف منها المناطق المحمية من قبل الأمم المتحدة والتي تشكل أجزاءً لا يتجزأ من كرواتيا، مطالباً بالكامل احترام اتفاقيات جنيف والقانون الإنساني الدولي في هذه المناطق وحرية الحركة لقوة الأمم المتحدة للحماية.

## روابط خارجية
- نص القرار في undocs.org